# اجدروت (رخيوت)
اجدروت منطقة سكنية تقع في ولاية رخيوت، التابعة لمحافظة ظفار في سلطنة عمان. يقدر عدد سكانها بـ 159 نسمة حسب إحصاء عام 2010 التابع للمركز الوطني للإحصاء والمعلومات الحكومي. رمز المنطقة هو 20410161.

## الوصلات الخارجية
- المركز الوطني للإحصاء والمعلومات، سلطنة عمان